# Inès Nefer Ingani
Inès Nefer Bertille Ingani (ur. ok. 1972) – kongijska polityczka i działaczka na rzecz praw kobiet, od 2021 roku (oraz wcześniej w latach 2016–2019) minister ds. promocji i integracji kobiet. Od 2017 roku jest także deputowaną do Zgromadzenia Narodowego.     
Jest sekretarzem generalnym Kongijskiej Organizacji Kobiet oraz prezeską Stowarzyszenia Innowacyjnych Działań na rzecz Pokoju i Rozwoju Kultury.     

## Życiorys
Ingani uzyskała tytuł magistra w dziedzinie bankowości, ubezpieczeń i zarządzania majątkiem, posiada także uprawnienia w zakresie zarządzania, a także w zakresie zarządzania zasobami ludzkimi. Przeszła również szkolenie z języka angielskiego w Instytucie Wall Street w Paryżu. 
Jest prezeską Stowarzyszenia Innowacyjnych Działań na rzecz Pokoju i Rozwoju Kultury, w ramach którego 1 marca 2015 roku zorganizowała marsz, w którym wzięło udział ponad trzynaście tysięcy kobiet. Podczas pierwszego nadzwyczajnego kongresu Kongijskiej Organizacji Kobiet, który odbył się w dniach 7–8 listopada 2020 roku została wybrana sekretarzem generalnym organizacji.

### Kariera polityczna
30 kwietnia 2016 roku została powołana w skład rządu na stanowisko minister odpowiedzialnej za sprawy kobiet. Podczas zaprzysiężenie zaznaczyła, że jej głównym celem podczas bycia w radzie ministrów będzie wprowadzenie i przegłosowanie ustawy o parytecie płci. W wyborach parlamentarnych w 2017 roku została wybrana deputowaną do Zgromadzenia Narodowego z list Kongijskiej Partii Pracy w okręgu Moungala II. 29 listopada 2018 zainaugurowała rządowy projekt dotyczący walki z prostytucją wśród osób nieletnich.
17 września 2019 roku została odwołana z funkcji ministra, stało się to na wniosek Panafrykańskiego Związku na rzecz Demokracji Społecznej, który domagał się jej usunięcia po tym, gdy w mediach społecznościowych udostępniono nagranie, w którym to Ingani zarzuca liderowi opozycji Pascalowi Tsaty Mabiali przekazywanie dużych sum pieniędzy niektórym politykom Kongijskiej Partii Pracy, po to by Ci następnie wygłaszali niepochlebne uwagi wobec deputowanego do Zgromadzenia Narodowego Denisa Christela Sassou Nguesso. 19 września tego samego roku, jej obowiązki przejęła Jacqueline Lydia Mikolo.
15 maja 2021 powróciła do Rady Ministrów. Weszła w skład nowego rządu Anatole Collinet Makosso, jako minister ds. promocji i integracji kobiet. Obowiązki oficjalnie przejęła 21 maja tego samego roku.

## Odznaczenia i wyróżnienia
- Komandor Orderu Kongijskiego Zasługi (5 marca 2019)[16]